# ジャポニカの歩き方
『ジャポニカの歩き方』（ジャポニカのあるきかた）は、西山優里子による日本の漫画作品。『イブニング』（講談社）に2011年7号より2013年9号まで連載。

## 概要
青海空土は、日本での生活をこよなく愛する青年。大学4年生の時に仲間と海外旅行へ行くが、現地でトラブルに巻き込まれ、それが原因で内定を取り消されてしまう。再就職も上手くいかず、ある日バイト先で知り合った外交官・横溝に仕事を紹介される。その仕事とはラオ王国での「在外公館派遣員」だった。
キャッチコピーは「ゼロからの海外勤務ストーリー」。

## 登場人物

### 在ラオ日本大使館員
青海 空土（あおみ からど）
主人公。上南大学文学部国文科卒業。小心者でお人好し。小さくまるく収めようとする等、日本人のステレオタイプの塊。
良くも悪くも典型的な日本人気質を買われて横溝にラオ王国での在外公館派遣員に勧誘される。
赴任直後はその気質が悪い方に働いてミスやトラブルを起こすことも多かったが、徐々に不器用な優しさや実直さでラオの人々と親しくなったり、日本大使館員達の潤滑油になるなど「普通の日本人」だからこそできる働きをするようになっていく。
横溝 正彦（よこみぞ まさひこ）
特命全権大使。普段は穏やかでのほほんとしているが実際はキレ者で、ラオの人々の心を開くには素の日本人を知ってもらうべきと考えて空土を勧誘したり、癖の強い日本大使館の職員達の手綱を巧みに取って最善の結果を出させるなど非常に高い交渉手腕の持ち主。
一方自分の家族には弱く、恐妻家＆親バカな面を見せる。
河野 万次郎（こうの まんじろう）
一等書記官。空土とは別の意味の日本人の典型で「堅物な日本人」を絵に描いたような人物。その過剰なまでの几帳面さを疎まれて外務省内をたらい回しにされていたところを横溝に拾われる。在ラオ日本大使館でも細々とした処務をこなしつつ引き締め役も担っており、無くてはならない存在となっている。
剣道や合気道にも精通しており、運動神経抜群だが球技だけは苦手。
同期の新垣からはジョン万次郎に因んでジョンと呼ばれているが本人はそれを嫌がっている。
新垣 圭介（あらがき けいすけ）
一等書記官。河野とは外務省入省の同期。気障な自信家で、上司の奥さんと不倫しまくった結果本省を追い出された不良外交官。
正反対の性格の河野を振り回すことが多く、彼に取っては頭痛の種。また女癖の悪さや人の嫌がることをズケズケという言動から誠からも嫌われている。
しかし外交官としては優秀で、スポーツもテニスの腕前はインカレクラスなど、河野とは別方向に文武両道の有能な人物。
神宮司 誠（じんぐうじ まこと）
防衛駐在官だった航空自衛隊一等空尉。やや大雑把なところもあるが気さくで茶目っ気のある快活美女。
ブウン・サッカリイ
現地職員。運転手や通訳をこなす。銀髪に碧眼というラオ人離れした容姿の持ち主。
日本のマンガやアニメが好きで、言動の端々にそれらの影響が見られる。
小野田 幸之（おのだ ゆきまさ）
公使。ネズミっぽい容貌をしたイヤミな人物。横溝をライバル視しており、隙有らば引き摺り下ろして自分が大使の座に座ろうと目を光らせている。
井上 重吉（いのうえ じゅうきち）
医務官。大柄な体格にスキンヘッドという強面な外見に違わぬ豪快な人物。
小岩井 勝平（こいわい かっぺい）
公邸料理人。空土と同い年。現地語が話せなくても積極的にコミュニケーションを取ってあっという間にラオ人と打ち解けるなど超前向きで物怖じしない性格。

### 日本大使館員の家族達
横溝婦人
横溝の妻。大使婦人。気が強く行動力溢れる女性。
横溝 樹里（よこみぞ じゅり）
横溝の娘。大人しい眼鏡少女。
小野田 マチコ（おのだ まちこ）
小野田の娘。小野田とは似ても似つかない美少女で、年齢の割には発育も良い。
幽霊探しに出かけた際に、道に迷うなど方向音痴でもある。

### ラオ王国の人々
ラオグランドホテルのオーナー
ラオ王国No1ホテルのオーナー。アイダの一件から日本人を毛嫌いしている。
ラーティダー
ラオグランドホテルの受付嬢。オーナーの方針から日本人とは距離を取っていたが、ホテルがトラブルに見舞われた時に不器用ながらも手を貸してくれた空土に心を開く。

### その他の登場人物
ダニエル＝ショーン
アメリカ大使館職員。
空土と対面した直後は彼の消極的な受け答えに失望し、空土がうっかり漏らしてしまった機密情報を利用して日本大使館の思惑を妨害する行動を取った。
しかしそのトラブルを乗り越えて開き直った空土の態度を見て認識を改め、以降は友人関係となった。
アイダ
かつて革命の混乱の中でラオ王室の宝である銀の椀を盗んだとされる日本人。
入国記録等は無く実在するのかすら不明の謎の人物だが多数の目撃者がおり、ラオ人から日本人が嫌われる最大の要因となっている。

## 単行本
- 西山優里子 『ジャポニカの歩き方』 講談社〈イブニングKC〉、全7巻
  1. 2011年08月23日初版、ISBN 978-4-06-352378-2
  2. 2012年01月23日初版、ISBN 978-4-06-352398-0
  3. 2012年04月23日初版、ISBN 978-4-06-352411-6
  4. 2012年07月23日初版、ISBN 978-4-06-352428-4
  5. 2012年11月22日初版、ISBN 978-4-06-352437-6
  6. 2013年03月22日初版、ISBN 978-4-06-352453-6
  7. 2013年05月23日初版、ISBN 978-4-06-352458-1